# Chlamisus
Chlamisus is een geslacht van kevers uit de familie van de bladkevers (Chrysomelidae).
De wetenschappelijke naam van het geslacht werd in 1815 gepubliceerd door Constantine Samuel Rafinesque-Schmaltz.

## Soorten
- Chlamisus amyemae Reid, 1991
- Chlamisus brancuccii Medvedev & Sprecher-Uebersax, 1997
- Chlamisus buonloicus Medvedev in Medvedev & Zajtsev, 1983
- Chlamisus carinulatus Medvedev in Medvedev & Zajtsev, 1983
- Chlamisus collaris Medvedev & Sprecher-Uebersax, 1997
- Chlamisus euphorbiae Medvedev in Medvedev & Zajtsev, 1983
- Chlamisus flavomaculatus Tan & Zhou in Zhou & Tan, 1995
- Chlamisus granularis Medvedev & Sprecher-Uebersax, 1997
- Chlamisus himalayanus Medvedev & Sprecher-Uebersax, 1997
- Chlamisus holzschuhi Lopatin, 1995
- Chlamisus inserratus Medvedev, 1993
- Chlamisus mangletiae Medvedev in Medvedev & Zajtsev, 1983
- Chlamisus mimosae Karren, 1989
- Chlamisus mosaicus (Tang, 1992)
- Chlamisus nepalensis Lopatin, 1995
- Chlamisus portoricensis Medvedev, 1993
- Chlamisus prosternalis Medvedev & Sprecher-Uebersax, 1997
- Chlamisus rousei Medvedev, 1993
- Chlamisus rugosus Zhou & Tan, 1995
- Chlamisus speciosus Tan & Zhou in Zhou & Tan, 1995
- Chlamisus subruficeps Tang, 1992
- Chlamisus variabilis Medvedev, 1993
- Chlamisus wuyiensis Zhou & Tan, 1995
- Chlamisus zaitzevi Medvedev, 1989
- Chlamisus zhamensis Tan in Tan & Wang, 1981